# Upsala Cykelklubb
Upsala Cykelklubb är en cykelklubb från Uppsala, grundad den 14 oktober 1906. 
Klubben bildades som en utbrytning ur IF Gleipner och var tidigt bland de främsta cykelklubbarna i Sverige. 1909 började klubben anordna det anrika, ännu existerande Skandisloppet, och åren 1922–1926 arrangerade man även Hermesloppet. Bland cyklister som representerat klubben märks Axel W. Persson, Gunnar Sköld, bröderna Halle och Bengt Janemar samt Owe Adamson.
Upsala CK bedriver tränings- och tävlingsverksamhet för ungdomar, elit och motionärer.